# رصد عصبي عضلي

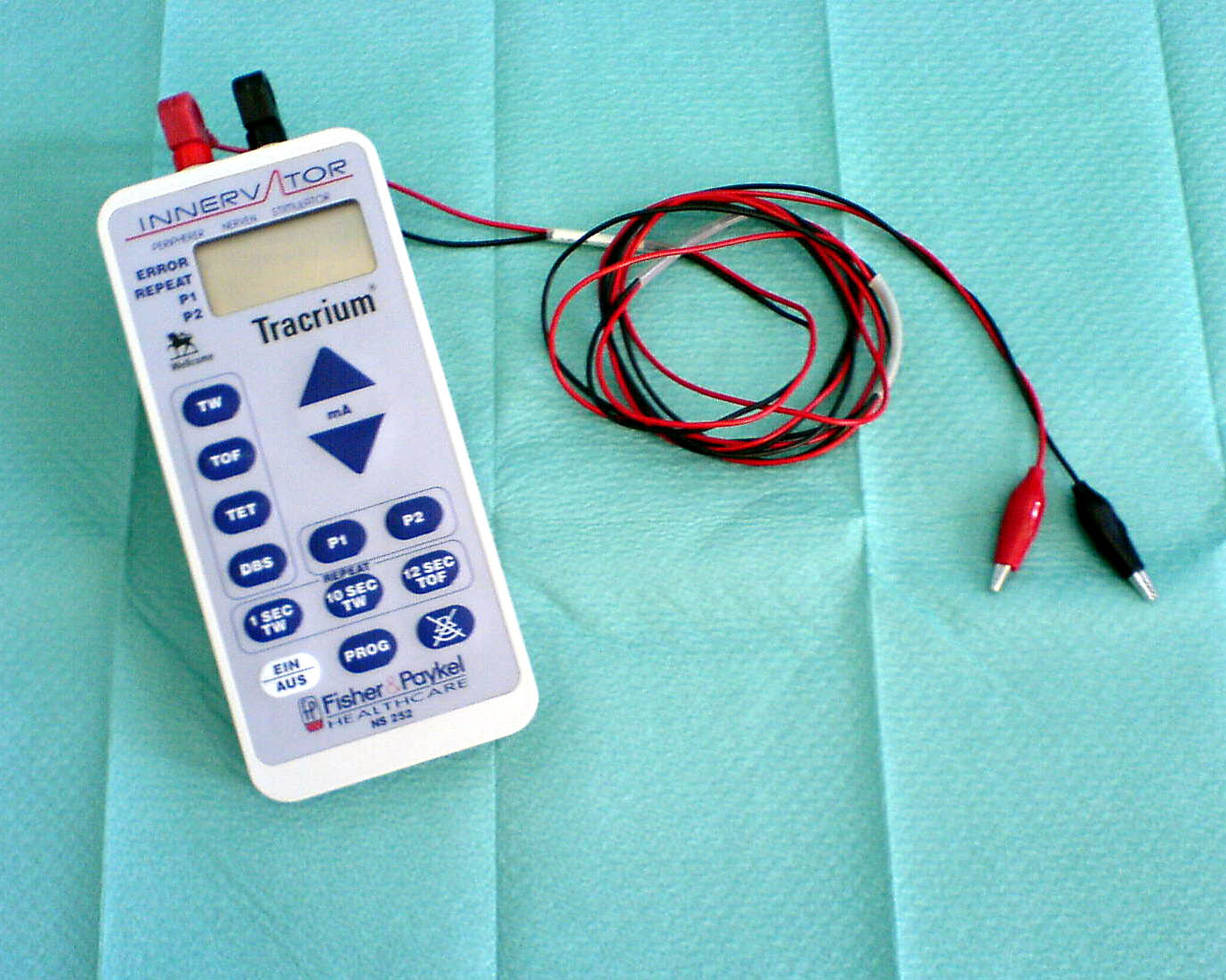

خلال عملية التخدير، قد تكون هناك حاجة إلى إعطاء عوامل دوائية عصبية عضلية محصرة لتيسير التنبيب الرغامي وتوفير الظروف الجراحية المثلى. عند إعطاء الأدوية العصبية العضلية المحصرة، يجب رصد الوظائف العصبية العضلية للمريض. رصد الوظائف العصبية العضلية (بالإنجليزية: Neuromuscular monitoring) هي تقنية تنطوي على التنبيه الكهربائي للعصب الحركي ومراقبة استجابة العضلات المزودة بهذا العصب. يمكن استخدامه بدءًا من توجيه الحصار العصبي العضلي حتى التعافي منه. الأهم من ذلك أنه يستخدم لتأكيد كفاية الاستشفاء بعد إعطاء الأدوية العصبية العضلية المحصرة. يمكن تسجيل استجابة العضلات للتنبيه الكهربائي للأعصاب بطريقة ذاتية (نوعية) أو موضوعية (كمية). تشمل التقنيات الكمية: التخطيط العضلي الكهربائي، والتخطيط العضلي التسارعي، والمجس الكهروضغطي، وتخطيط صوت العضل ، وتخطيط ميكانيكية العضل. يوصى بالرصد العصبي العضلي عندما تكون الأدوية العصبية العضلية المحصرة جزءًا من التخدير العام، ويرغب الطبيب في تجنب الكوراري المتبقي بعد الجراحة لدى المريض، أي الشلل الباقي في العضلات الناتج عن أخذ هذه الأدوية.
عندما «يستخدم قطار مكون من أربع رصدات باستمرار، تتكرر كل مجموعة (قطار) من المحفزات عادة كل عشر إلى اثني عشرة ثانية. يؤدي كل تنبيه في القطار إلى حدوث تقلص للعضلات، ويوفر «تلاشي» الاستجابة أساسًا للتقييم». يطلق على هذه المجموعات قطارات لأن شكلها يشبه القطار. في قطار الأربع رصدات، «يمكن للتنبيه العصبي المحيطي أن يكفل جرعة دوائية مناسبة وبالتالي التقليل من حدوث آثار جانبية» عن طريق «تقييم عمق الحصار العصبي العضلي».
قبل أن يستفيق المريض بالكامل، لا يمكن إجراء اختبار العضلات اللاإرادي، إذ يمكن أن تتأثر الاختبارات السريرية غير المباشرة، مثل توتر العضلة وامتثال الرئة، بعوامل أخرى غير الكوراري المتبقي بعد الجراحة. يتفادى الرصد العصبي العضلي المباشر هذه المشاكل ويسمح للطبيب بمعالجة الكوراري المتبقي بعد الجراحة قبل أن يتسبب بضيق للمريض.

## أنماط التنبيه العصبي
يمكن استخدام أنماط مختلفة من التنبيه العصبي في رصد الوظائف العصبية العضلية، وتُستخدم الاستجابة لأنماط التنبيه هذه لتقييم عمق الحصار العصبي العضلي.
تشمل بعض أنماط التنبيه المستخدمة اليوم النفضان المنفرد، وقطار الأربعة منبهات للهَبَّات المزدوجة، وتنبيه الكُزاز، وتعداد ما بعد الكُزاز.

## رصد استجابة العضلات لتنبيه الأعصاب
يمكن تقييم استجابة العضلات لتنبيه الأعصاب المزوِدة بواسطة تقنيات ذاتية (بصرية أو باللمس) أو أجهزة كمية (موضوعية) توفر قيمة رقمية تتعلق بعمق الحصار العصبي العضلي.

### رصد عصبي عضلي كمي (موضوعي)
يمكن تقسيم الرصد العصبي العضلي الكمي إلى رصدات تقيس الاستجابة الكهربائية، ويستثير المركب كامن فعل العضلات، وتلك التي تراقب الاستجابة الانكماشية للتنبيه. يسمى قياس الاستجابة الكهربائية لتنشيط العضلات التخطيط العضلي الكهربائي. يمكن قياس الاستجابة الميكانيكية لتنبيه العضلات عن طريق جهاز تخطيط ميكانيكية العضل، وجهاز تخطيط حركية العضل، والتخطيط العضلي التسارعي.

## بيان توافقي بشأن الاستخدام الخارجي للرصد العصبي العضلي
جاءت توصيات في عام 2018 من فريق خبراء دولي معني بالرصد العصبي العضلي لمساعدة مقدمي الرعاية التخديرية والمنظمات المهنية التي تضع إرشادات بشأن الممارسات والمبادئ التوجيهية المتعلقة بالمعايير الدنيا لرصد المرضى الذين يخضعون لحصار عصبي عضلي أثناء التخدير. وتشمل التوصيات ما يلي:
1. «ينبغي استخدام الرصد الكمي (الموضوعي) للحصار العضلي العصبي عند إعطاء دواء يمنع إزالة الاستقطاب».
2. «الاختبارات الموضوعية أو السريرية للحصار العصبي العضلي لا تنبئ بالشفاء العصبي العضلي الملائم وليست حساسة لاكتشاف الضعف المتبقي، وينبغي التخلي عن استخدامها من أجل الرصد الكمي (الموضوعي)».
3. «يجب على المنظمات المهنية تطوير معايير الممارسة والمبادئ التوجيهية التي توضح بالتفصيل أفضل السبل لرصد والتعامل مع إعطاء أدوية ما بعد عمليات الحصار العصبي العضلي».
4. «ينبغي توحيد المصطلحات التي تصف مستويات الحصار العصبي العضلي. تُنشر التعاريف المقترحة الجديدة في بيان توافقي يستند إلى معايير الرصد الكمية للحصار العصبي العضلي».[14]